# Tanzanolus leleupi
Tanzanolus leleupi är en skalbaggsart som beskrevs av Vladimir Balthasar 1960. Tanzanolus leleupi ingår i släktet Tanzanolus och familjen bladhorningar. Inga underarter finns listade i Catalogue of Life.